# Kuopio ekonomiska region
Kuopio ekonomiska region (finska: Kuopion seutukunta) är en av ekonomiska regionerna i landskapet Norra Savolax i Finland. Folkmängden i regionen uppgick den 1 januari 2013 till 130 393 invånare, regionens totala areal utgjordes av 3 400 kvadratkilometer och därav utgjordes landytan av 3 176,63  kvadratkilometer.  I Finlands NUTS-indelning representerar regionen nivån LAU 1 (f.d. NUTS 4), och dess nationella kod är 112 .  

## Förteckning över kommuner
Kuopio ekonomiska region  omfattar följande tre kommuner: 
- Kuopio stad
- Maninga kommun
- Siilinjärvi kommun

Samtliga kommuners språkliga status är enspråkigt finska. 